# Callambulyx rubricosa
Espèce
Callambulyx rubricosa est une espèce de lépidoptères de la famille des Sphingidae, de la sous-famille des Smerinthinae, de la tribu des Smerinthini et du genre Callambulyx.

## Description
Envergure ailes déployées : 132 mm. L'espèce est semblable à Callambulyx amanda, mais s'en distingue au niveau de la face dorsale par le marquage sombre du coin inférieur de l'aille postérieure.

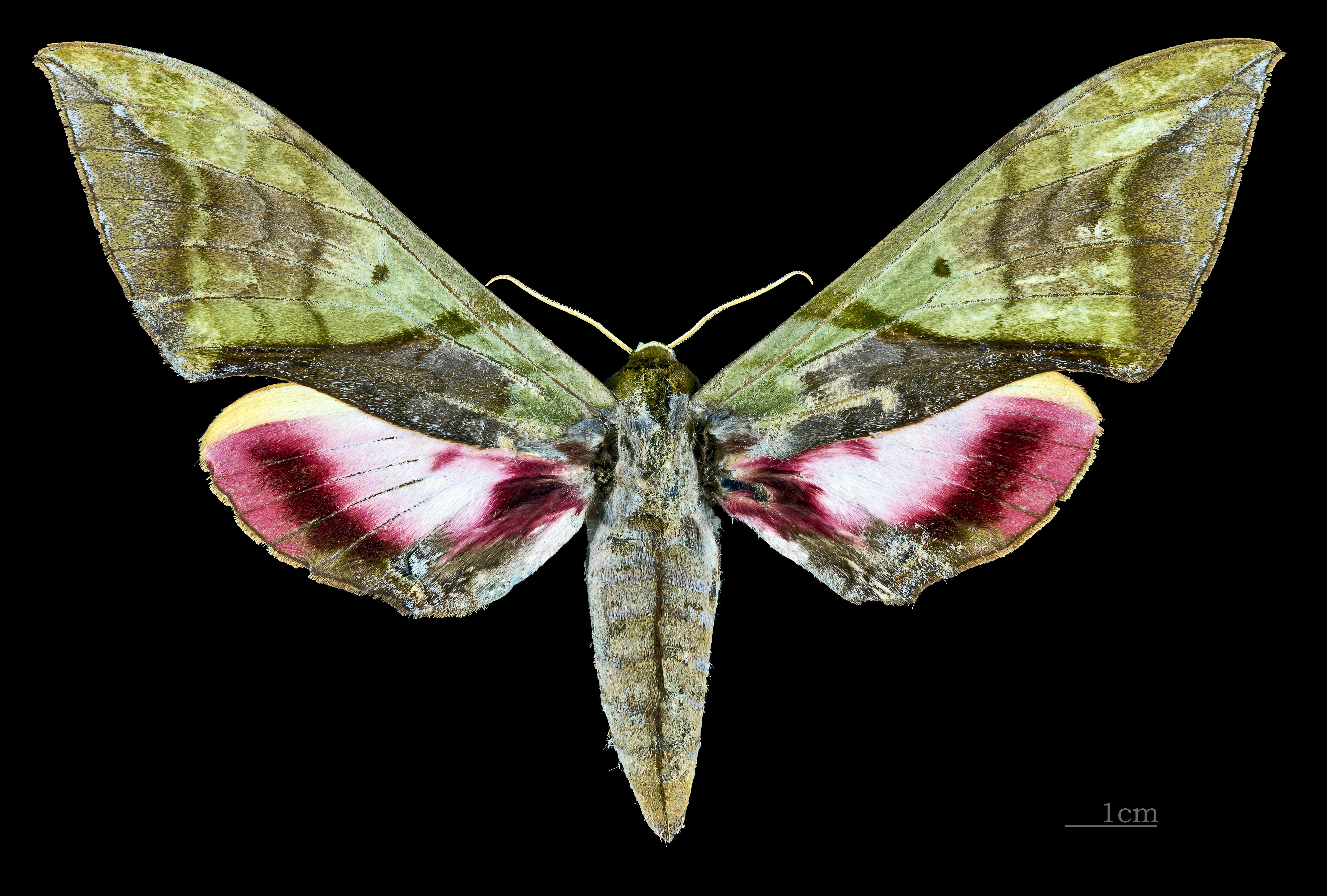
Face dorsale de la femelle MHNT
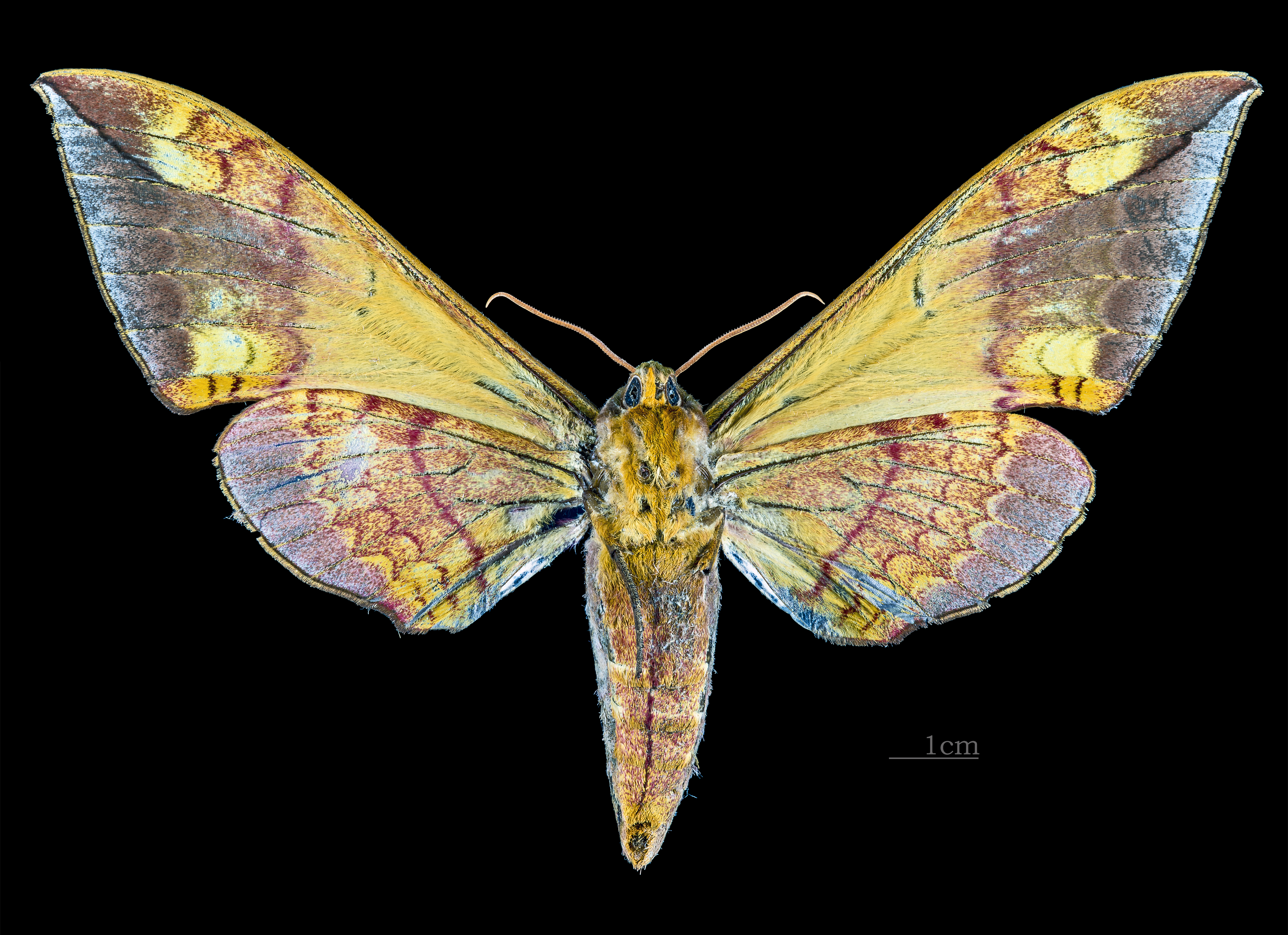
Revers de la femelle MHNT

## Répartition et habitat
Répartition
Il est connu au Népal, au nord-est de l'Inde, au sud-ouest de la Chine, en Thaïlande, au Laos, au Vietnam et à Java.

## Systématique
- L'espèce Callambulyx rubricosa a été décrite par l'entomologiste britannique Francis Walker en 1856, sous le nom initial d'Ambulyx rubricosa[1].

### Synonymie
- Ambulyx rubricosa Walker, 1856 Protonyme
- Basiana superba Moore, 1866
- Metagastes rubricosa piepersi Snellen, 1880
- Callambulyx rubricosa indochinensis Clark, 1936

### Taxinomie
- Callambulyx rubricosa rubricosa (Nepal, nord-est de l'Indie, Chine, Thaïlande et Vietnam)
- Callambulyx rubricosa piepersi (Snellen, 1880) (Laos et Java)

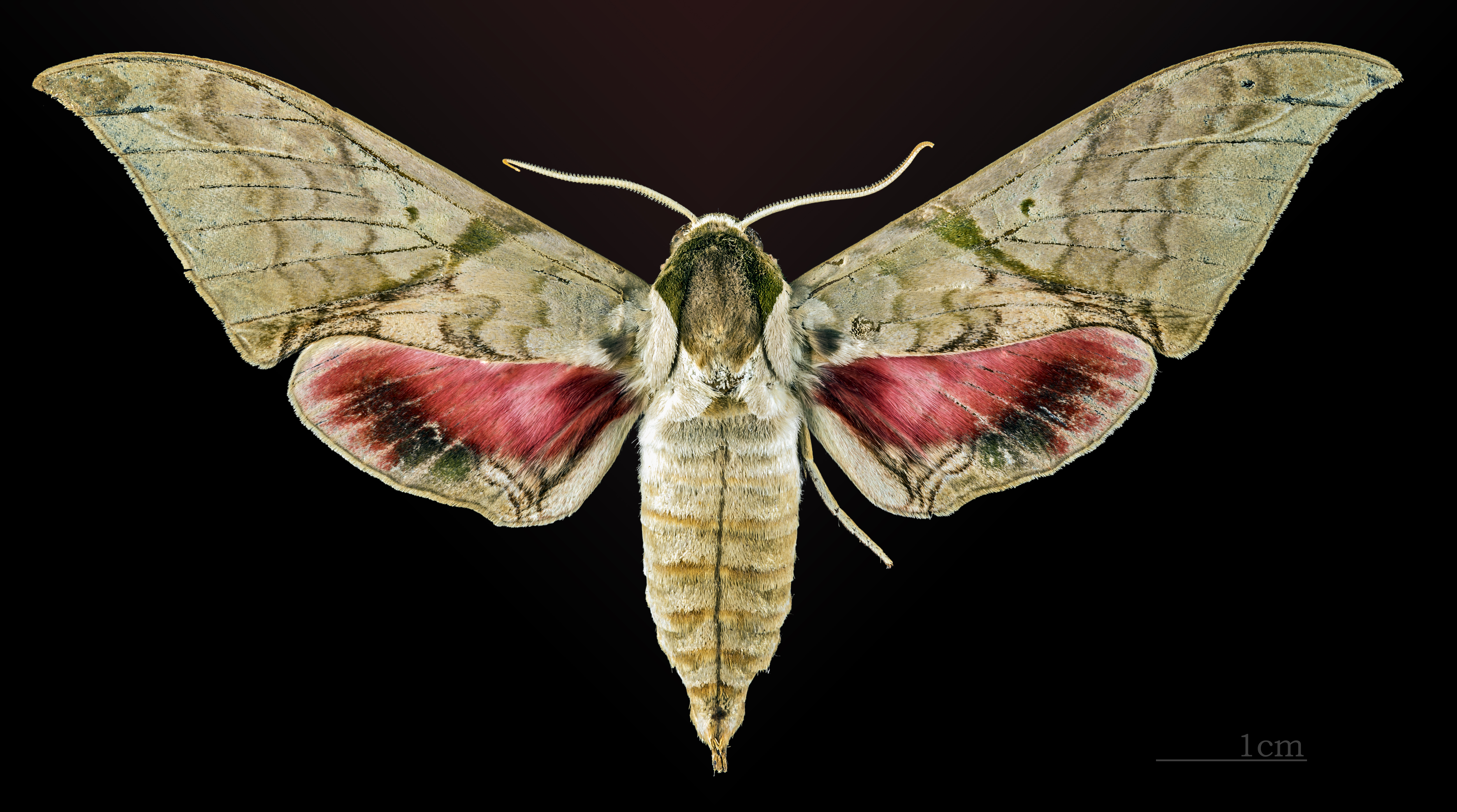
Callambulyx rubricosa piepersi ♂  MHNT
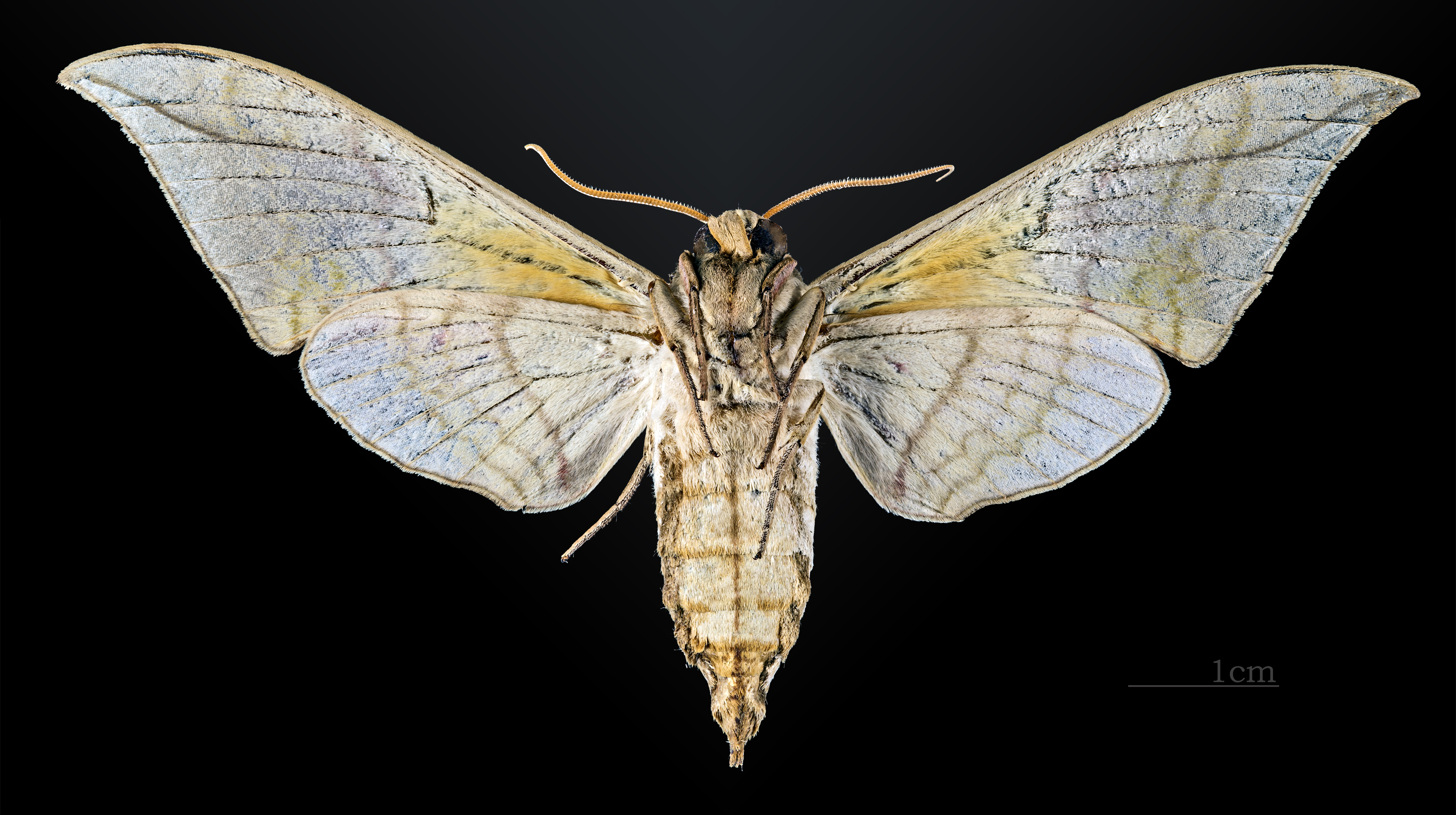
Callambulyx rubricosa piepersi   △ ♂ MHNT
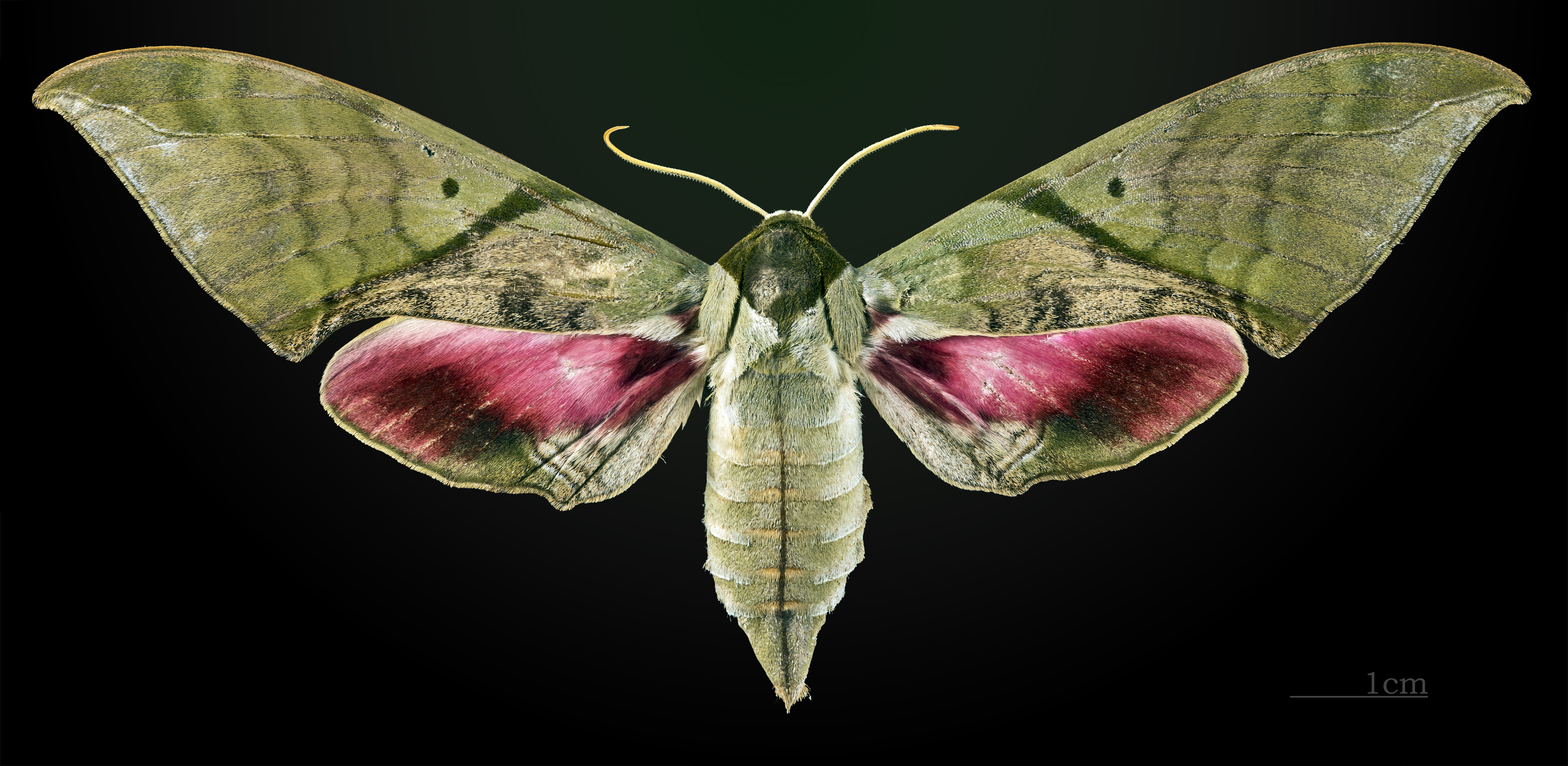
Callambulyx rubricosa piepersi ♀ MHNT
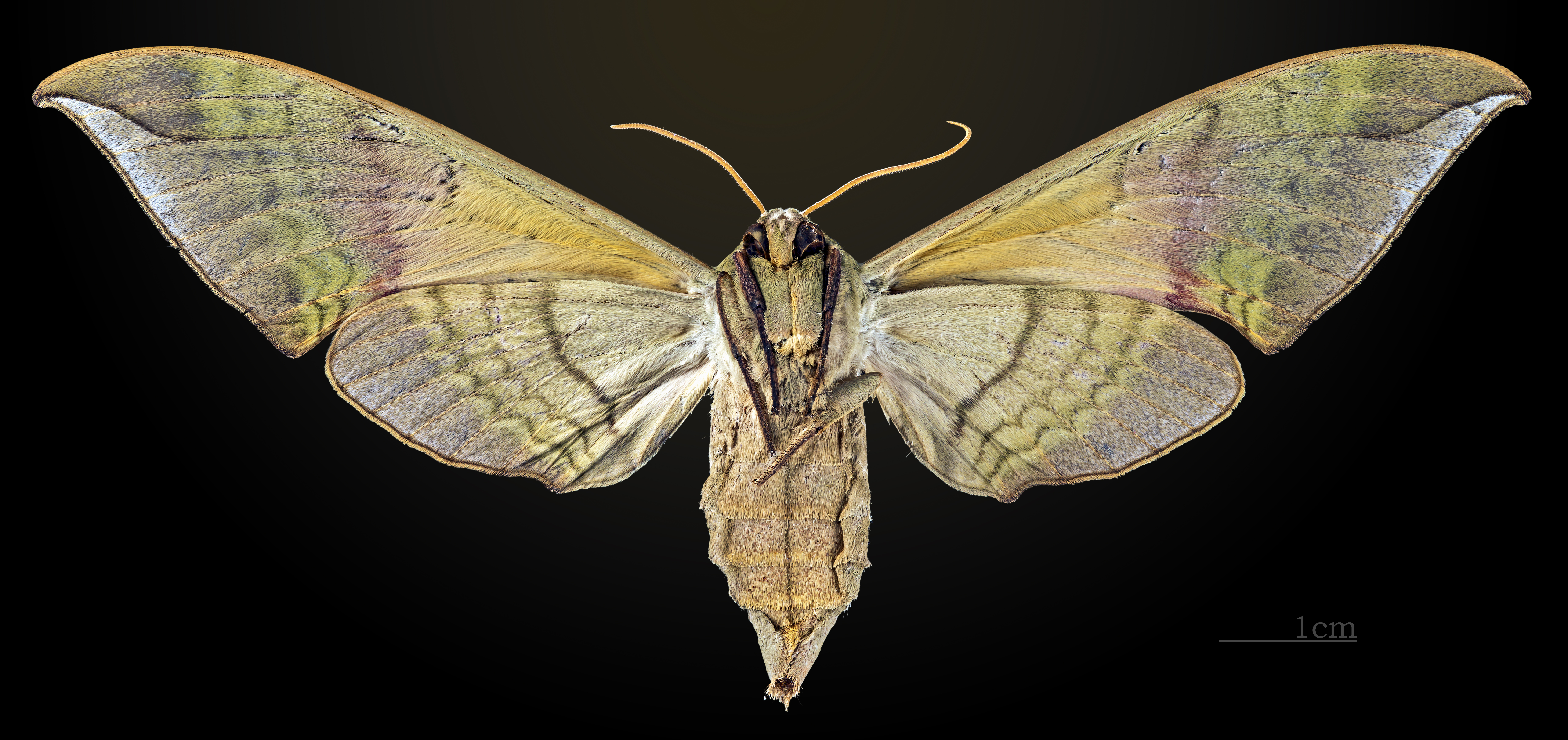
Callambulyx rubricosa piepersi   △ ♀ MHNT